# Buk-Vlaka
Buk-Vlaka – wieś w Chorwacji, w żupanii dubrownicko-neretwiańskiej, w mieście Opuzen. W 2011 roku liczyła 492 mieszkańców.